# Marché central de Kharkiv
Le  Marché central de Kharkiv  est une bâtisse située dans le raïon Kholodnohirsky à Kharkiv.

## Présentation
Situé sur une île entre les bras de la Lopani, il fut, au XIXe siècle, dénommé bazar de l'Annonciation car se tenant à cette date. La zone vers la ville était couverte de roseaux et de faible profondeur, elle devint la rue Dunin Levada du nom du propriétaire du terrain. L'autre côté était tenu par la muraille enceignant la ville.
Vers les années 1860-70, le bazar est réaménagé en marché central de la ville, pavé à la fin du siècle. En 1909, le marché est longé par le tramway puis en 1912 des bâtiments en dur apparaissent.
Les bâtiments sont détruits par la Seconde Guerre mondiale et la place devint un lieu d'exécutions publiques avec gibets. En 1952, le bâtiment actuel est élevé. Il est inscrit au Registre national des monuments d'Ukraine sous le  numéro : 63-101-2535.

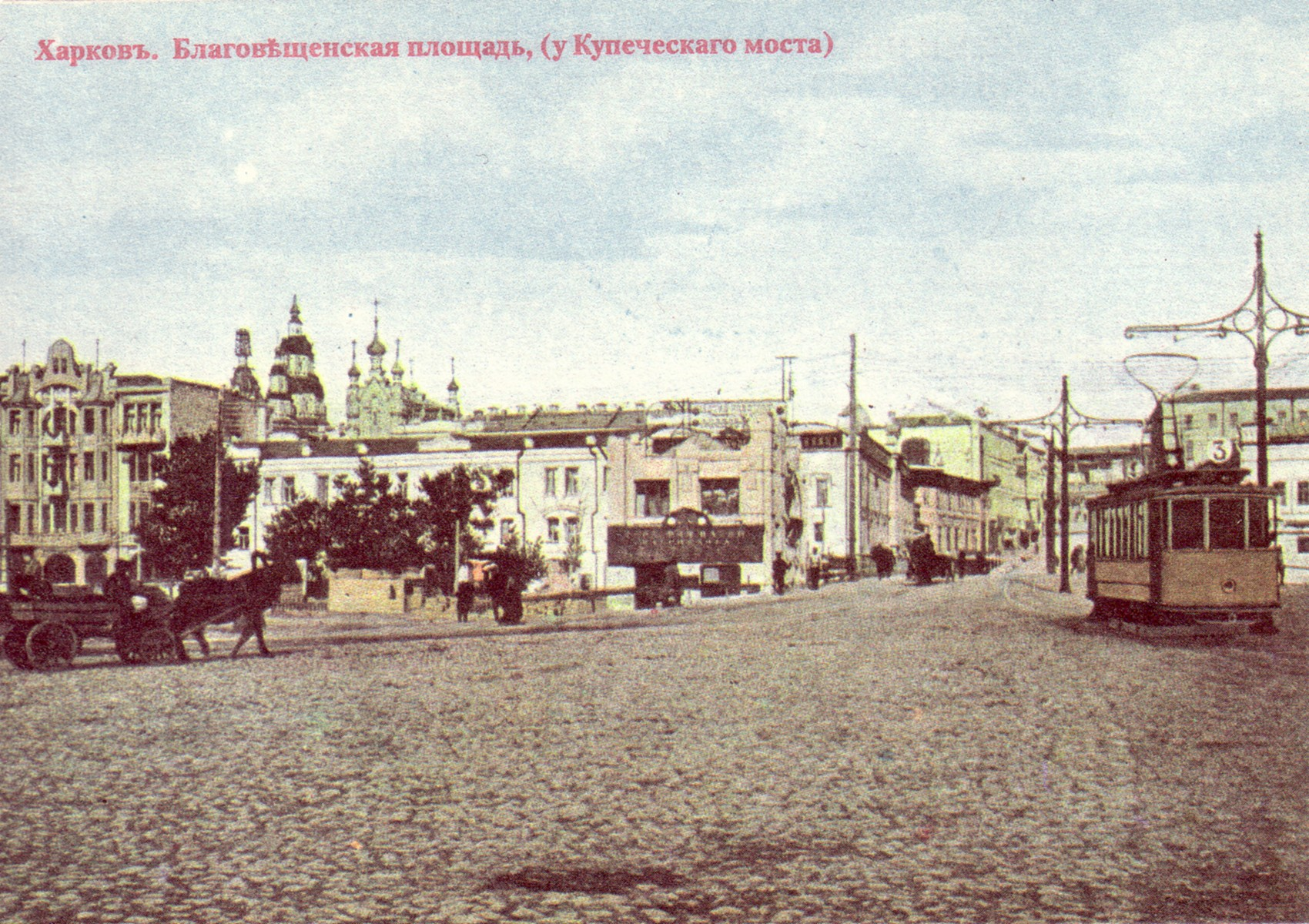
En 1909.
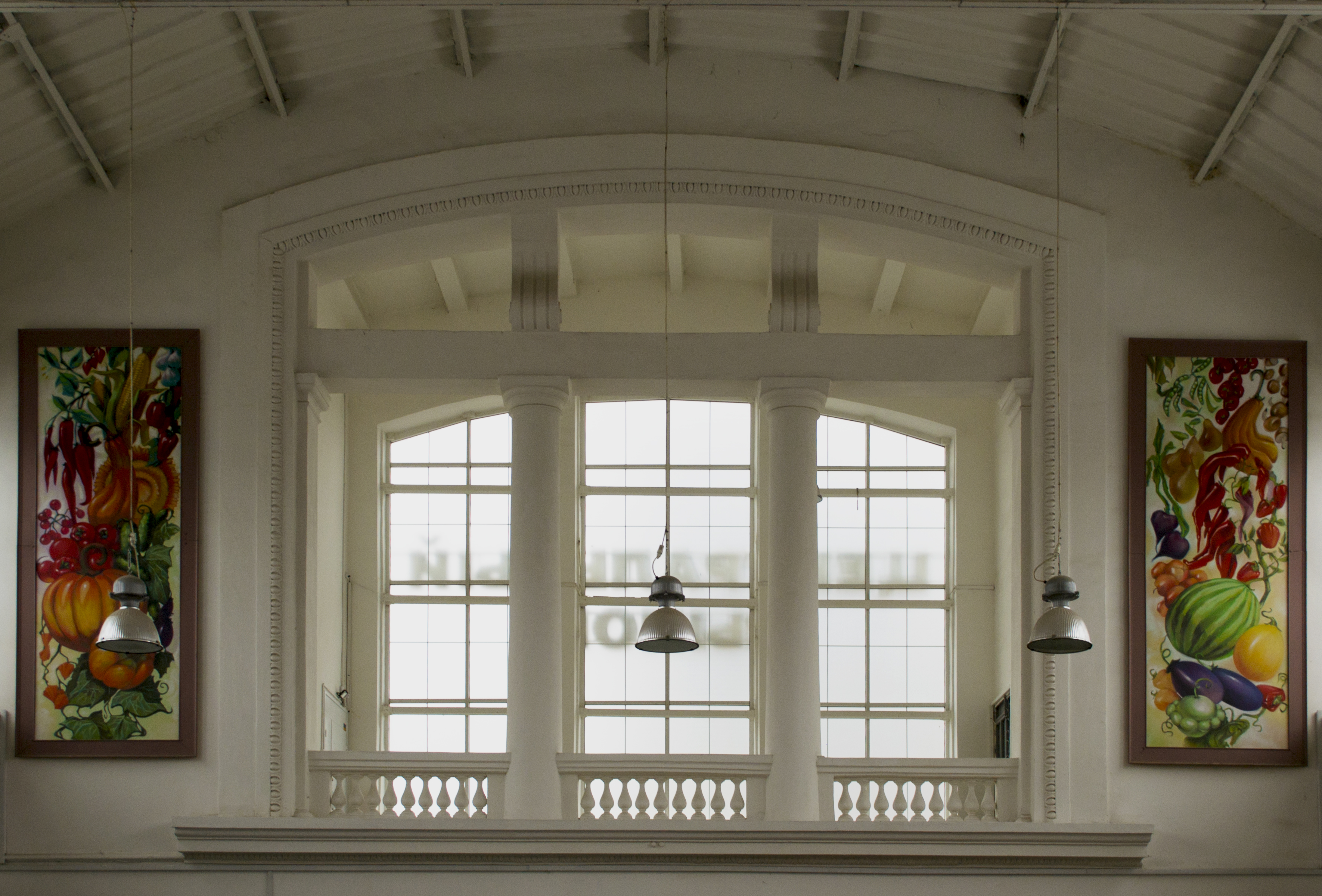
Vues
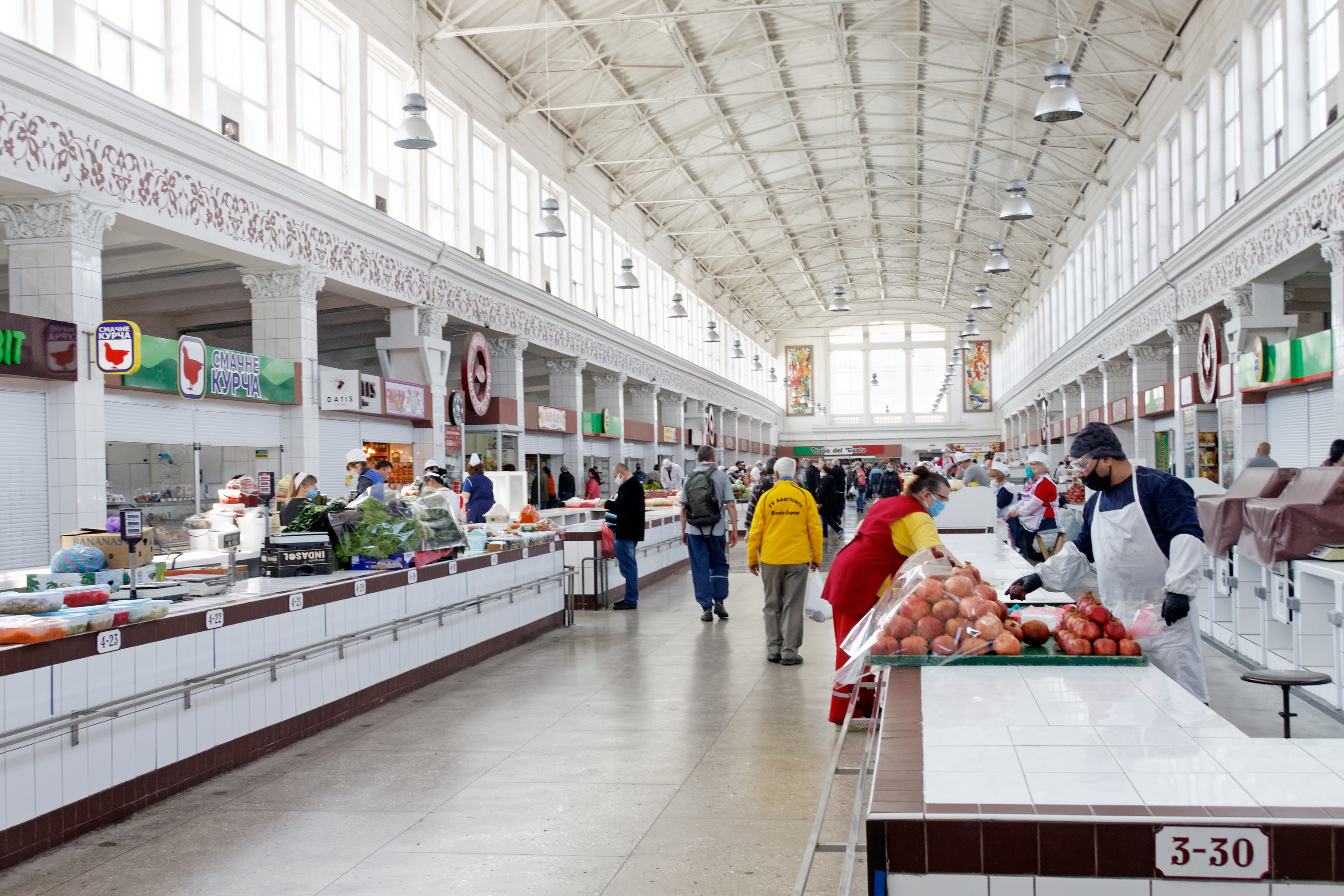
de l'intérieur.